# Moritz Marchart
Moritz Marchart (3 de diciembre de 1998) es un deportista alemán que compite en remo.
Ganó una medalla de bronce en el Campeonato Mundial de Remo de 2024, en la prueba de cuatro scull ligero. Además, obtuvo una medalla de bronce en el Campeonato Mundial de Remo en Sala de 2023.

## Palmarés internacional
| Campeonato Mundial | Campeonato Mundial      | Campeonato Mundial | Campeonato Mundial  |
| Año                | Lugar                   | Medalla            | Prueba              |
| ------------------ | ----------------------- | ------------------ | ------------------- |
| 2024               | St. Catharines (Canadá) | Medalla de bronce  | Cuatro scull ligero |

| Campeonato Mundial | Campeonato Mundial   | Campeonato Mundial | Campeonato Mundial |
| Año                | Lugar                | Medalla            | Prueba             |
| ------------------ | -------------------- | ------------------ | ------------------ |
| 2023               | Mississauga (Canadá) | Medalla de bronce  | Ligero 2000 m      |